# Estefanía Borge
Estefanía Borge (Cartagena, 28 de mayo de 1980) es una actriz, presentadora y modelo colombiana que se ha caracterizado por sus papeles en novelas como Mesa para tres, El Joe, la leyenda y La hija del mariachi.

## Filmografía

### Televisión
| Año       | Título                      | Personaje                          | Ref.  |
| --------- | --------------------------- | ---------------------------------- | ----- |
| 2017-2018 | Hermanos y hermanas         | Vicky                              |       |
| 2017      | Déjala Morir                | Mirta, la Bruja del Bien           |       |
| 2016      | La ley del corazón          | Manuela Cáceres                    |       |
| 2016      | Sala de urgencias 2         | Laura Coral                        |       |
| 2014      | Secretos del paraíso        | Mariana                            | [ 1 ] |
| 2011      | El Joe, la leyenda          | Jacqueline Ramón (protagonista)    | [ 1 ] |
| 2010      | Rosario Tijeras             | Samantha                           | [ 1 ] |
| 2009      | Las trampas del amor        | Rosana Cañón                       | [ 1 ] |
| 2008-2009 | El último matrimonio feliz  | Chantal                            | [ 1 ] |
| 2006-2008 | La hija del mariachi        | Virginia del Mar Malagón Mondragón | [ 1 ] |
| 2004-2005 | Séptima puerta              | Jenny II                           | [ 1 ] |
| 2004-2005 | La saga, negocio de familia | Claudia Manrique                   | [ 1 ] |
| 2004      | Mesa para tres              | Kathy Noguera                      | [ 1 ] |
| 2003-2004 | La costeña y el cachaco     | Cristina Castro, Titina            | [ 1 ] |
| 2003      | No renuncies Salomé         | Natalia                            | [ 1 ] |

## Cine
| Año  | Título                    | Personaje           | Nota |
| ---- | ------------------------- | ------------------- | ---- |
| 2016 | Piloto                    | Luisa Vélez         |      |
| 2016 | Saudó, laberinto de almas | Sofía de Ocoro      |      |
| 2008 | El ángel del acordeón     | Sara María (adulta) |      |
| 2005 | Rosario Tijeras           | Samantha            |      |

## Vida personal
Estefanía Borge mantuvo una relación con Jorge Grisales hasta enero de 2019y se volvió a casar con él, en octubre de 2024, en una boda civil, con su familia y algunos amigos.

## Premios y nominaciones

### Premios TVyNovelas
| Año  | Categoría                              | Telenovela o serie         | Resultado |
| ---- | -------------------------------------- | -------------------------- | --------- |
| 2012 | Mejor actriz protagónica de telenovela | El Joe, la leyenda         | Nominada  |
| 2009 | Mejor actriz de reparto                | El último matrimonio feliz | Nominada  |

### Premios India Catalina
| Año  | Categoría                                     | Telenovela o serie           | Resultado |
| ---- | --------------------------------------------- | ---------------------------- | --------- |
| 2018 | Mejor actriz de reparto de telenovela o serie | Dejala morir, la niña Emilia | Ganadora  |
| 2012 | Mejor actriz protagónica de telenovela        | El Joe, la leyenda           | Nominada  |